# Wirtschaft Islands
Die Wirtschaft Islands hängt stark vom Fischfang und damit verbundenen Industrien ab, die für 60 % der Exporte verantwortlich sind. Der Zustand der Wirtschaftslage im Land wird stark vom Markt für maritime Produkte beeinflusst. Island ist Mitglied der Europäischen Freihandelsassoziation.
Im Global Competitiveness Index, der die Wettbewerbsfähigkeit eines Landes misst, belegt Island Platz 26 von 141 Ländern (Stand 2019). Im Index für wirtschaftliche Freiheit belegte das Land 2022 Platz 13 von 177 Ländern.

## Importe und Exporte
Fischereiprodukte tragen mit 42 % maßgeblich zu Islands Exporten bei. Weitere wichtige Produkte sind etwa Aluminium, Ferrosilicium, Fischfang- und Fischverarbeitungsausrüstung sowie Wollprodukte. Die Importe und Exporte tragen jeweils zu einem Drittel des Bruttoinlandsproduktes bei. Die meisten der Exporte gehen in die Staaten der EU und EFTA, die USA und Japan.
Islands relativ liberale Handelspolitik wurde durch den Beitritt zum Europäischen Wirtschaftsraum im Jahr 1993 maßgeblich gestärkt sowie durch die Vereinbarungen der Uruguay-Runde, die einen verbesserten Marktzugang für isländische Produkte, insbesondere Fischereiprodukte, brachte. Der landwirtschaftliche Sektor bleibt aber weiter stark subventioniert und abgeschottet; manche Einfuhrzölle betragen bis zu 700 %.

## Inflation
Die isländische Wirtschaft ist stark anfällig für eine hohe Inflation, besonders aufgrund der hohen Exportabhängigkeit. Während der 1970er Jahre traf die Energiekrise Island hart. Die Inflation stieg auf 43 % im Jahr 1974 und auf 59 % im Jahr 1980 an, erholte sich bis 1987 auf 15 %, stieg jedoch 1988 wieder auf 30 %. Seit damals ist die Inflationsrate drastisch gefallen (1993–1994 etwa 1,5 %, 1994–1995 1,7 %).
Im Zuge der internationalen Finanzkrise ab 2007 und der darauf folgenden nationalen Finanzkrise nahm die Inflation stetig zu. Anfang Dezember 2008 lag sie bei 17 %, konnte aber in den Folgejahren wieder gesenkt werden.
Die aktuelle Regierung verfolgt, unterstützt von der Zentralbank, einen harten Sparkurs in der Finanzpolitik. Als Ziel wird eine Preisstabilität mit einer jährlichen Inflationsrate von 2,5 % angestrebt.

## Wachstum
Während des letzten Jahrzehntes hat sich die isländische Wirtschaft langsam diversifiziert, hauptsächlich in den produzierenden und den dienstleistenden Wirtschaftssektoren. Neue Unternehmen im Bereich Software, Biotechnologie und Finanzservice sind entstanden. Ebenfalls stark anwachsend sind die Umsätze im Tourismusgeschäft, hauptsächlich im Bereich Ökotourismus und Walbeobachtung. Das jährliche Wirtschaftswachstum war in den Jahren 2000 bis 2002 nur gering.

## Wirtschaftsbündnisse

Hús Verslunarinnar, Reykjavík

Island ist seit 1970 ein Vollmitglied in der EFTA und hat bereits 1973 ein Freihandelsabkommen mit der EU abgeschlossen. Seit Inkrafttreten des Abkommens über den Europäischen Wirtschaftsraum am 1. Januar 1994 können Waren, Arbeitskräfte, Kapital und Dienstleistungen annähernd unbeschränkt zwischen Island, Norwegen und den Mitgliedsstaaten der EU verkehren.
Am 16. Juli 2009 befürwortete der Althing nach engagierter Diskussion ein Beitrittsgesuch zur EU, das die Regierung Sigurddottir am gleichen Tag beschloss und schon am Folgetag bei der EU einreichte. Am 12. März 2015 zog Island seinen Beitrittsantrag zurück.

## Wirtschaftssektoren und -branchen

### Ressourcen und Energie
Island hat nur wenige minerale Ressourcen. In der Vergangenheit wurde Schwefel abgebaut sowie bis vor wenigen Jahren Kieselgur aus dem See Mývatn. Aus Umweltschutzgründen wurde das Werk geschlossen. Zement wird als eine der wenigen Naturressourcen direkt in Island verarbeitet. Beton wird als Baumaterial, auch für Privathäuser, genutzt.
Die im Überfluss vorhandene Wasserkraft und geothermale Energiequellen werden mehr und mehr ausgenutzt. Bis jetzt verfügen schon fast 90 % der Bevölkerung über eine geothermale Heizung. Die Wasserkraft wird über eine Vielzahl an Wasserkraftwerken in elektrische Energie umgesetzt. Das mit Abstand größte ist das Kárahnjúkavirkjun (690 MW), das im Norden des Vatnajökull gebaut wurde. Weitere größere Kraftwerke sind Búrfell (270 MW), Hrauneyjarfoss (210 MW), Sigalda (150 MW), Blöndulón (150 MW) und weitere. Es wurde bereits darüber nachgedacht Strom über ein Unterseekabel nach Kontinentaleuropa zu exportieren. Aufgrund des Überschusses an elektrischer Energie werden auch energieintensive Industrien wie etwa Aluminium- und Ferrosilizium-Fabriken errichtet, auch von ausländischen Investoren.

### Aluminiumherstellung

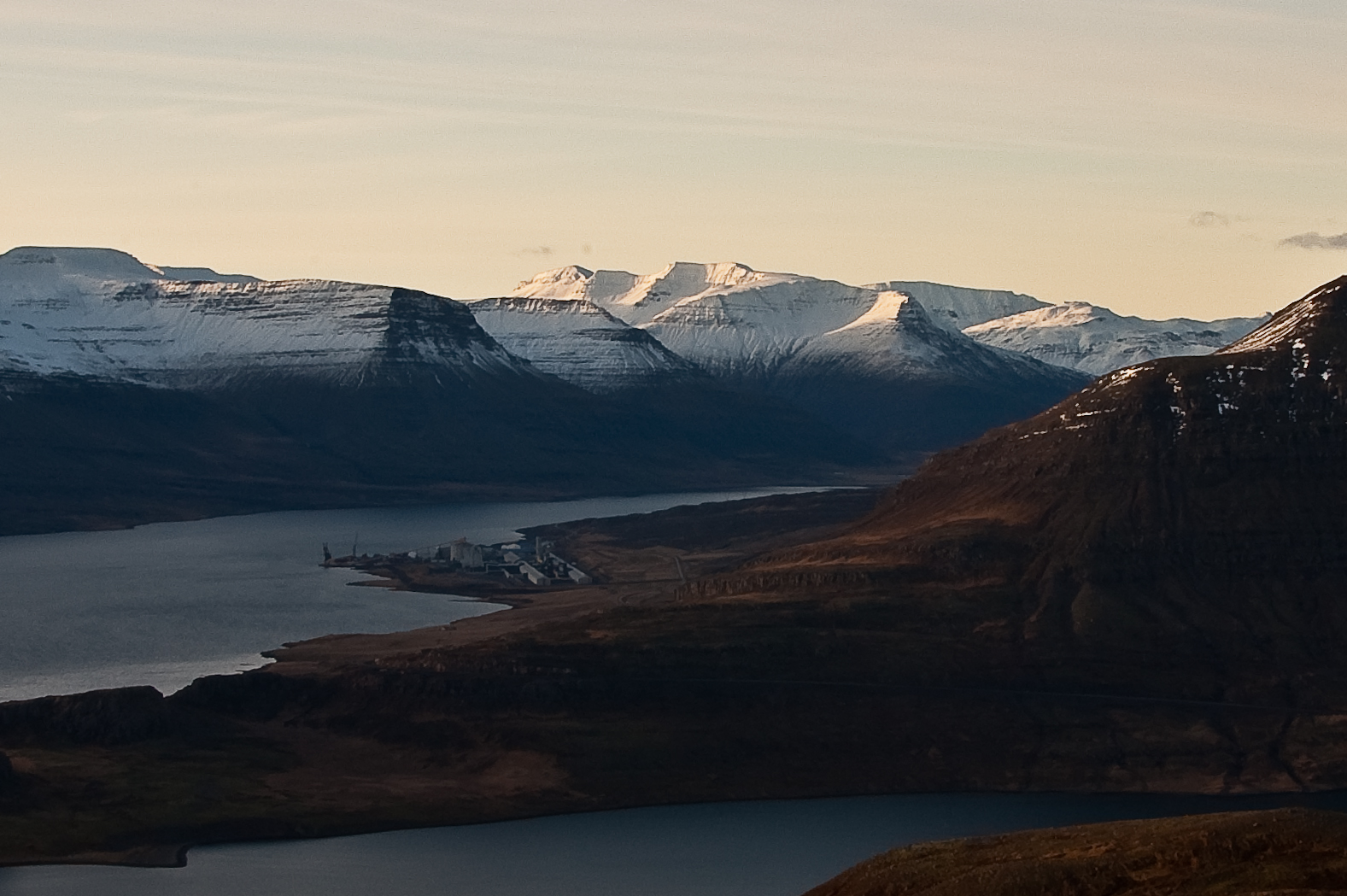
Das Werk Fjarðarál der Firma Alcoa bei Reyðarfjörður

Die aufgrund der natürlichen Quellen wie Wasserkraft und Geothermie kostengünstige Energie ließ in Island Aluminiumwerke entstehen, denn die Herstellung von Aluminium erfolgt mittels Elektrolyse und benötigt riesige Mengen elektrischen Stroms. Der Rohstoff dafür – das Bauxit – wird unter anderem von Australien nach Island transportiert, um billig Aluminium daraus herzustellen. Es gibt bereits mehrere Aluminiumwerke in Island:
- in Straumsvík auf der Halbinsel Reykjanes nahe Hafnarfjörður
- in Grundartangi im Hvalfjörður
- bei Reyðarfjörður das Werk Fjarðarál der Firma Alcoa in Ostisland
- ein weiteres ist in der Nähe von Húsavík geplant.

Außerdem planen die Hütten, ihre Produktionskapazität in den nächsten Jahren weiter auszubauen.
Die großen Aluminiumwerke tragen zur Wirtschaftsleistung in Island bei, haben Hunderte von Arbeitsplätzen in Island geschaffen und ziehen auch viele ausländische Arbeitskräfte an.

### Transport
Ein Großteil der Transporte in Island wird über das nationale Straßennetzwerk getätigt, das die meisten bewohnten Orte verbindet. Staatlich organisierter Straßenbau wird seit Beginn des 19. Jahrhunderts betrieben und seit den 1980er Jahren in großem Stil vorangetrieben. Die Hauptstraße Hringvegur ist eine große Ringstraße, die entlang der Küste fast ganz Island, mit Ausnahme der Westfjorde, umrundet. Entlang dieser Straßen liegen die meisten dichter bevölkerten Städte Islands. Weitere kleinere Straßen verbinden kleine Orte und Siedlungen im Landesinneren, einige Pisten führen im Sommer auch durch das Hochland. Um lange Wegzeiten zu verkürzen, werden langsam weitere Tunnel gebaut. So verkürzt der Hvalfjarðargöng die Strecke um den Hvalfjörður um etwa 65 km.
Linienflüge werden von Island auch nach Europa und Nordamerika durchgeführt. Es gibt eine nationale Fluglinie: Icelandair. Sie ist gleichzeitig einer der größten Arbeitgeber des Landes und führt auch die Inlandsflüge zwischen den größeren Städten durch. Icelandair ist wichtig für ein schnelles Vorankommen innerhalb des oft schlecht zugänglichen Landes.
Der Transport per Schiff wird fast ausschließlich für den Gütertransport genutzt, obwohl sich auch hier eine Verlagerung auf die Straßen abzeichnet. Die wichtigste Fährverbindung existiert zwischen dem Festland Islands von Landeyjahöfn und den Vestmannaeyjar (Westmännerinseln) und dauert 30 Minuten. Eine weitere Fährverbindung gibt es zwischen Stykkishólmur und Brjánslækur in den Westfjorden.
In Island gibt es zurzeit keine Eisenbahn, obwohl immer wieder eine Bahnverbindung zwischen dem internationalen Flughafen in Keflavík und Reykjavík im Gespräch ist.

### Tourismus
Der Tourismus ist heute mit Abstand größter Wirtschaftsfaktor Islands. Gleichzeitig ist Island eines der am meisten vom Tourismus abhängigen Länder der Welt. Im Oktober 2017 beschäftigte der Tourismussektor direkt rund 26.800 Menschen, wobei die Gesamtzahl der Beschäftigten im Land 186.900 betrug. Die Zahl der ausländischen Besucher überstieg 2017 zum ersten Mal in der Geschichte Islands die Hürde von 2.000.000.
Im Jahr 2019 machte der Tourismus mehr als 33 % des BIP des Landes aus. Seit 2010 ist die Ankunft von Touristen in Island um 378 % gestiegen. 

### Finanzdienstleistungen

#### Banken
Island hat derzeit drei große Bankenunternehmen – Íslandsbanki, Landsbanki und Arion Bank. Die Aktiva dieser drei Großbanken entsprechen etwa dem Zehnfachen des jährlichen isländischen Bruttosozialproduktes. Im Vergleich dazu entsprach Ende September 2008 die Schuldenlast der drei Banken dem neunfachen des gesamten isländischen Bruttosozialprodukts. Am 29. September 2008 wurde die drittgrößte Bank Glitnir verstaatlicht; die Regierung übernahm 75 Prozent aller Anteile. Am 6. Oktober 2008 kündigte der Ministerpräsident Geir Haarde ein Notstandsgesetz zur Verstaatlichung der drei großen Bankenunternehmen an.
Das Unternehmen Sparisjóðabanki Íslands (Icebank) ist ein Dachunternehmen für 29 lokale Sparkassen. Alle diese Unternehmen sind an der Isländischen Börse (Kauphöll Íslands) gelistet.

SPRON, die isländische Sparkasse

Die Banken befinden sich im gegenseitigen Wettbewerb und betreiben Filialen und Bankautomaten im ganzen Land. Jede der drei großen Banken verwaltet etwa ein Viertel der Spareinlagen des Landes, das letzte Viertel wird von den Sparkassen und dem Postgiro-System verwaltet. Aufgrund der hohen Inflation ist ein Großteil des Geldes als Termingeld, und nicht als Sichteinlage, angelegt. Seit der Liberalisierung der Zinspolitik im Jahr 1986 hat sich der Wettbewerb zwischen den Banken um Kunden drastisch verschärft.
Alle vier Banken haben Büros in wichtigen amerikanischen und europäischen Finanzplätzen, aber bis jetzt hat noch keine ausländische Bank einen Versuch unternommen, am isländischen Markt Fuß zu fassen.
Um einem Staatsbankrott vorzubeugen, übernahm die isländische Regierung im Oktober 2008 die Kontrolle über alle drei Großbanken und erließ Notstandsgesetze.
Jedoch konnte die Regierung bereits am 15. Oktober 2008 einer Zahlungsaufforderung über 750 Millionen Euro nicht nachkommen, wodurch der Inselstaat für zahlungsunfähig erklärt wurde.

#### Aktienmarkt
Aufgrund der hohen Inflation, der traditionellen Abhängigkeit von der Fischproduktion und der Verstaatlichung des Bankensektors hat sich der Aktienmarkt in Island nur langsam entwickelt. Die Isländische Börse Kauphöll Íslands (ICEX) wurde 1985 gegründet. Der Handel mit isländischen Anleihen begann im Jahr 1986 und der Aktienhandel 1990. Der gesamte Handel von Aktien, Anleihen und Investmentfonds wird über die Börse abgewickelt.
Die ICEX benutzt seit ihrer Gründung ein elektronisches Handelssystem. Seit dem Jahr 2000 wird SAXESS, ein Verbund-Handelssystem der NOREX-Allianz eingesetzt. Derzeit sind an der ICEX zwei Aktienmärkte gelistet. Der Hauptmarkt ist größer und bekannter. Der Alternativmarkt ist ein weniger stark geregelter Freiverkehrs-Markt. Viele isländische Firmen aus unterschiedlichen Bereichen sind an der Börse gelistet. Aufgrund der beschränkten Größe des isländischen Marktes werden jedoch vergleichsweise wenige Geschäfte getätigt.
Der wichtigste Aktienindex ist der ICEX 15.

#### Andere Finanzmärkte
Traditionell sind Investoren bei isländischen Anleihen zurückhaltend, aufgrund der hohen Inflation und der hohen Schwankungen der isländischen Krone. Existiert haben jedoch Anleihen, die von der Regierung ausgegeben wurden. Der Anleihenmarkt hat in den letzten Jahren geboomt, hauptsächlich aber, weil Hypotheken in Anleihen umgewandelt wurden.
Die Voraussetzungen für einen Markt für Anlagefonds an der ICEX wären vorhanden, es wird aber bis jetzt keine derartige Anleihe angeboten. Ein kleiner Markt für Derivate hat bis 1999 existiert, wurde aber aufgrund nur geringer Umsätze geschlossen.